# 開放系大気CO2増加実験
開放系大気CO2増加実験とは、大気中のCO2濃度の上昇など、今後50年に予測されている地球の大気の変動が予想される気候変動が農作物に及ぼす影響を屋外の囲いのない条件で調べる農業試験である。Free-Air CO2 Enrichment(FACE)実験とも呼ばれる。

## 目的
CO2は地球温暖化の一因とされるが、光合成を促進し植物の生長を助ける効果があるため、農業に必ずしも悪影響が出るとは限らないとも考えられた。
これは二酸化炭素の施肥効果と呼ばれ、1980年代に行われた閉鎖されたチャンバー内での実験では収量が増加する結果が得られている。しかし、施肥効果は窒素肥料やリン酸成分が欠如すると急激に効果が落ちたり、条件によっては収量が減少する場合もあった。
FACE実験は、二酸化炭素濃度以外の気候条件、土壌要因を実際の圃場と同様の環境にして植物の反応を観察する実験である。
1989年にアメリカ合衆国のアリゾナ州で、畑作を対象として始まり、2012年現在、日本、中国、アメリカ、ドイツ、イタリア、オーストラリア、ニュージーランドで行われている。

## 実験方法
試験場となる農地に張り巡らせたパイプからオゾンと二酸化炭素を作物に噴霧し、その生育を観察する。気候に関係なく一定のCO2濃度を維持するように自動制御されている。

## 成果
- オーストラリア、イスラエル、日本、米国など8つの研究機関による共同研究チームによれば、2050年のCO2濃度を550ppmと想定し、CO2濃度の上昇による小麦、米、エンドウ豆、大豆、トウモロコシなどの作物の受ける影響について調査を行った結果、小麦、米、エンドウ豆、大豆の場合には、CO2濃度が上昇すると栄養素としての亜鉛と鉄分が大幅に減少することが判った[4]。また小麦と米に関してはCO2濃度が上昇するとタンパク質含有量が顕著に低下することも判った。一方、モロコシやトウモロコシなどの作物に関してはCO2濃度が上昇しても栄養価は比較的安定することが判った。

- 実験開始後10年以上経過し、いくつかのまとまった結果報告が出始めているが、二酸化炭素の施肥効果は閉鎖環境下の実験と比較してかなり低い値を示している。中でもC4植物には施肥効果がほとんど無い事が分かった。また、施肥効果を得たいなら、窒素肥料や適切な水分を維持するなど徹底した農地管理が重要になるという結果が出ている[2]。